# David Mach (Nordischer Kombinierer)
David Mach (* 14. Mai 2000) ist ein deutscher Nordischer Kombinierer.

## Werdegang
Mach, der für den TSV Buchenberg startet, stand bereits im Alter von drei Jahren erstmals auf Langlauf-Skiern. Vier Jahre später begann er zusätzlich mit dem Skisprungtraining. Er absolvierte seine ersten internationalen Wettkämpfe im Rahmen der Nordischen Skispiele der OPA 2015 in Seefeld. In den folgenden Jahren trat Mach regelmäßig im Alpencup an, wo er 2017/18 mit dem dreizehnten Platz seine beste Gesamtplatzierung erzielte. Ende Januar 2018 gab Mach sein Continental-Cup-Debüt in Rena, wo er am zweiten Wettkampftag erstmals die Punkteränge erreichte. 
Im Sommer 2018 startete er in Oberstdorf im Grand Prix, verpasste allerdings zweimal knapp eine Platzierung unter den Top 30. In der Saison 2018/19 holte Mach konstant Continental-Cup-Punkte und wurde so für die Juniorenweltmeisterschaften im finnischen Lahti nominiert. Während er im Einzel die Ränge 15 und 32 belegte, gewann er gemeinsam mit Luis Lehnert, Simon Hüttel und Julian Schmid die Goldmedaille im Team. Wenige Tage später gab Mach sein Debüt im Weltcup. Beim Gundersen-Wettkampf am 3. Februar erreichte er dabei den 27. Platz und gewann somit seine ersten Weltcup-Punkte. Nach weiteren drei Punkten in Schonach beendete er die Weltcup-Saison auf dem 62. Rang in der Gesamtwertung.
Bei den deutschen Meisterschaften 2019 in Klingenthal und Johanngeorgenstadt wurde Mach Deutscher Juniorenmeister. Im Winter 2019/20 kam er vereinzelt im Weltcup zum Einsatz, doch konnte er dabei keine Punkte gewinnen. Auch im Continental Cup verpasste er den Anschluss an die Spitze und erzielte sein bestes Resultat als Elfter in Klingenthal. Bei den Juniorenweltmeisterschaften 2020 in Oberwiesenthal lief Mach im Gundersen Einzel auf Rang 20, ehe er gemeinsam mit Christian Frank, Maria Gerboth und Jenny Nowak die Silbermedaille beim erstmals ausgetragenen Mixed-Team-Wettbewerb gewann. Am Saisonende zog sich Mach einen Ermüdungsbruch am Fuß zu. Bei den deutschen Meisterschaften 2020 in Oberstdorf wurde Mach Siebter im Einzel sowie gemeinsam mit Simon Hüttel Fünfter im Teamsprint. Zum Auftakt in den Winter 2020/21 ging Mach beim Continental-Cup-Wochenende in Park City an den Start, wo er am dritten Wettkampftag den dritten Rang im Gundersen Einzel und somit seine erste Podestplatzierung erreichte. Auch im restlichen Saisonverlauf lief Mach regelmäßig unter die besten Zehn und belegte schließlich in der Gesamtwertung den dritten Rang. Beim abschließenden Weltcup-Wochenende in Klingenthal war Mach als Teil der nationalen Gruppe erneut im deutschen Weltcup-Team. Am ersten Wettkampftag erreichte er den 24. Platz und erzielte somit sein bis dato bestes Weltcup-Ergebnis. Tags darauf lief er nochmals in die Punkteränge und beendete die Saison mit elf Punkten auf dem 47. Platz der Gesamtweltcupwertung. Am 12. Oktober 2024 wurde Mach erstmals Deutscher Meister.

## Privates
Machs Mutter war als Skilangläuferin aktiv. Seine drei Brüder Simon, Lucas und Elias sind ebenfalls Nordische Kombinierer. Im Sommer 2020 wurde Mach vom Bundesstützpunkt Oberstdorf und der Sparkasse Allgäu als „Eliteschüler des Sports 2019“ ausgezeichnet, da er mit seinem Debüt im Weltcup nicht nur sportlich auf sich aufmerksam machen konnte, sondern darüber hinaus das Abitur mit dem Notendurchschnitt 1,0 abschloss.

## Erfolge

### Continental-Cup-Siege im Einzel
| Nr. | Datum         | Ort      | Disziplin               |
| --- | ------------- | -------- | ----------------------- |
| 01. | 18. März 2022 | Whistler | Gundersen Normalschanze |

### Continental-Cup-Siege im Team
| Nr. | Datum         | Ort      | Disziplin                |
| --- | ------------- | -------- | ------------------------ |
| 1.  | 4. März 2023  | Eisenerz | Mixed-Team Normalschanze |
| 2.  | 19. März 2023 | Lahti    | Teamsprint Großschanze   |

## Statistik

### Weltcup-Platzierungen
| Saison  | Platz | Punkte |
| ------- | ----- | ------ |
| 2018/19 | 62.   | 0007   |
| 2020/21 | 47.   | 0011   |
| 2022/23 | 43.   | 0026   |
| 2023/24 | 18.   | 0579   |
| 2024/25 | 17.   | 0537   |

### Grand-Prix-Platzierungen

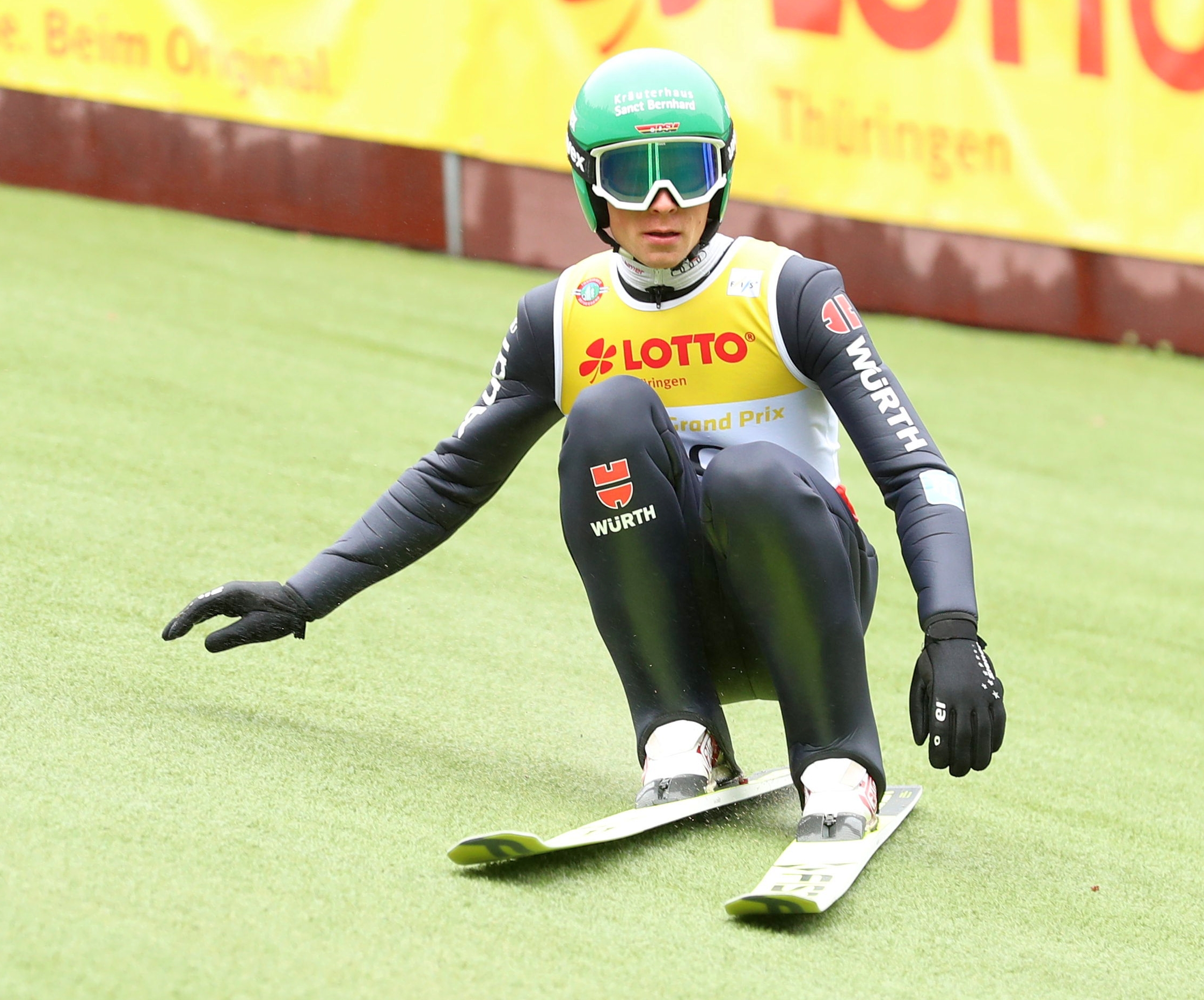
Mach beim Sommer Grand Prix 2021 in Oberhof

| Saison | Platz | Punkte |
| ------ | ----- | ------ |
| 2019   | 40.   | 0037   |
| 2021   | 24.   | 0046   |
| 2022   | 29.   | 0034   |
| 2023   | 07.   | 0160   |
| 2024   | 04.   | 0150   |

### Continental-Cup-Platzierungen
| Saison  | Platz | Punkte |
| ------- | ----- | ------ |
| 2017/18 | 66.   | 0039   |
| 2018/19 | 27.   | 0155   |
| 2019/20 | 39.   | 0096   |
| 2020/21 | 03.   | 0447   |
| 2021/22 | 02.   | 1044   |
| 2022/23 | 04.   | 0532   |

### Platzierungen bei Deutschen Meisterschaften
| Jahr und Ort              | Wettbewerb | Wettbewerb |
| Jahr und Ort              | Einzel     | Teamsprint |
| ------------------------- | ---------- | ---------- |
| 2018 Hinterzarten         | –          | 04.        |
| 2019 Johanngeorgenstadt   | 08.        | 04.        |
| 2020 Oberstdorf           | 07.        | 05.        |
| 2021 Oberhof              | 09.        | 05.        |
| 2022 Hinterzarten         | 08.        | 05.        |
| 2023 Klingenthal          | 04.        | –          |
| 2024 Oberhof/Zella-Mehlis | 01.        | 01.        |